# پسری که باد را مهار کرد
پسری که باد را مهار کرد (انگلیسی: The Boy Who Harnessed the Wind) فیلمی به کارگردانی و نویسندگی چیویتل اجیوفور محصول سال ۲۰۱۹ است. این فیلم در بخش بهترین فیلم بین‌المللی نود و دومین دوره جوایز اسکار پذیرفته شده اما موفق به نامزدی برای دریافت جایزه نشده‌است.

## انتشار
در ۱۴ نوامبر ۲۰۱۸، نتفلیکس حق پخش توزیع جهانی را به استثنای ژاپن، چین و بریتانیا به دست آورد. این فیلم اولین نمایش جهانی خود را در جشنواره فیلم ساندنس ۲۰۱۹ در ۲۵ ژانویه ۲۰۱۹ داشت. این فیلم بعداً در ۱ مارس ۲۰۱۹ در نتفلیکس منتشر شد.